# Fritz Lehner
Fritz Lehner (Freistadt, Alta Àustria, 15 de maig de 1948) és un director de cinema i escriptor austríac.

## Biografia
Es va graduar a la Universitat de Cinema i Televisió de Viena. Les seves pel·lícules més conegudes són Das Dorf an der Grenze, Schöne Tage (1981, guió i direcció), Mit meinen heißen Tränen (guió i direcció) i Jedermanns Fest (guió i direcció). Per les seves obres va rebre, entre altres coses: el Premi d'Educació del Poble Austríac (1979 i 1986), el Prix Italia (1982 i 1983), el Premi Adolf Grimme d'Or (1982 i 1986), el Premi Estatal de Cultura de l'Alta Àustria de Literatura (1992) i Cinema (1999), el Gran Premi Diagonale (2002) i Premi d'Apreciació de la Ciutat de Freistadt al Festival "Der neue Heimatfilm" 2016. El 2019, Fritz Lehner va rebre la Medalla d'Honor Cultural d'Or de l'Estat de l'Alta Àustria.
Fritz Lehner també és actiu en la literatura. La seva primera novel·la R es va publicar a la tardor de 2003. La trilogia de novel·les Hotel Metropol va seguir el 2005, una representació literària de l'antic centre de control de la Gestapo a la Morzinplatz de Viena basada en investigacions. A la novel·la Der Schneeflockenforscher Lehner crea un monument a la seva ciutat natal de Freistadt. El 2011/12 va publicar Margolin, una novel·la multimèdia serialitzada per a la qual produïa nous textos i clips de pel·lícules cada setmana. La novel·la policial Vor dem Angriff es va publicar el 2014, i el thriller Seestadt es va publicar el 2016, que té lloc al barri de Viena recentment construït Seestadt per al Premi Leo Perutz 2016; Després va rebre aquest premi el 2018 per NITRO.

## Obra

### Llibres
- R. Seifert Verlag, Viena 2003, ISBN 3-902406-03-8.
- Hotel Metropol. Ankunft. Seifert Verlag, Viena 2005, ISBN 3-902406-19-4.
- Hotel Metropol. Tage und Nächte. Seifert Verlag, Viena 2005, ISBN 3-902406-23-2.
- Hotel Metropol. Abreise. Seifert Verlag, Viena 2006, ISBN 3-902406-27-5.
- Der Schneeflockenforscher. Seifert Verlag, Viena 2009, ISBN 978-3-902406-48-4.
- Margolin. Seifert Verlag, Viena 2012, ISBN 978-3-902406-72-9.
- Vor dem Angriff. Seifert Verlag, Viena 2015, ISBN 978-3-902924-29-2.
- Seestadt. Seifert Verlag, Viena 2016, ISBN 978-3-902924-55-1.
- Nitro. Seifert Verlag, Viena 2017, ISBN 978-3-902924-66-7.
- 13A. Seifert Verlag, Viena 2018, ISBN 978-3-902924-87-2.
- Dr. Angst. Seifert Verlag, Viena 2020, ISBN 978-3-904123-05-1.
- Ronny Rock. Seifert Verlag, Viena 2022, ISBN 978-3-904123-62-4.

### Guions
- Nordpol per a llargmetratges i pel·lícules de televisió de 4 parts, 1987
- Frederick per al llargmetratge i pel·lícula de televisió de 3 parts, 1988/89/90
- Der Baum per al llargmetratge i pel·lícula de televisió de 3 parts, 1992

### Guions i pel·lícules
- Der große Horizont. Llargmetratge de televisió basat en una novel·la de Gerhard Roth, 1975, 1975. Guió i direcció
- Freistadt. Assaig cinematogràfic, 1976. Guió i direcció
- Sprachgestört. Telefilm, Guió de Franz Xaver Hofer, 1977. Direcció
- Edwards Film. Telefilm, 1977. Guió i direcció
- Der Jagdgast. Telefilm, Guió Gernot Wolfgruber, 1978. Direcció
- Das Dorf an der Grenze I. Teil. Telefilm, Buch Thomas Pluch, 1978. Direcció
- Schöne Tage. Telefilm basat en una novel·la de Franz Innerhofer, 1980. Guió i direcció
- Das Dorf an der Grenze II. Teil. Telefilm, Guió de Thomas Pluch, 1981. Direcció
- Das Dorf an der Grenze III. Teil. Telefilm, Guió de Thomas Pluch, 1982. Direcció
- Mit meinen heißen Tränen I.-III. Teil. Telefilm, 1986. Guió i direcció
- Notturno. Kinoversion der Schubert-Trilogie, 1987. Guió i direcció
- Jedermanns Fest, 2000. Guió i direcció